# Lasioglossum alpigenum
Lasioglossum alpigenum is een vliesvleugelig insect uit de familie Halictidae. De wetenschappelijke naam van de soort is voor het eerst geldig gepubliceerd in 1877 door Dalla Torre.